# Francesc Cabo Arnal
Francesc Cabo Arnal (Nàquera, 24 de maig del 1768 – 21 de novembre del 1832) fou un compositor i músic valencià. Chantre de la catedral d'aquesta ciutat el 1810, organista el 1816 i mestre de capella el 1830, fou un dels més significats compositors espanyols de música sagrada i va mantenir les glorioses tradicions dels segles xvi i xvii. Felip Pedrell cita entre les millors composicions de Cabo un Miserere, Credidi i Beatus vir, havent deixat altres a set, deu i dotze veus.

## Biografia
Ingressà com infant o deputat a la Capella Musical de la Catedral de València l'any 1778, sent mestre de capella Francesc Morera i Cots. El 1788 és organista de l'església de Santa Caterina de València, des d'on suplia les absències de seu mestre. Més tard, del 1790 al 1796, ocupà la plaça d'organista de la catedral d'Oriola. L'any 1793 oposità a la plaça de mestre de capella de València, sense èxit, el 1796 oposità a la catedral de Granada, i posteriorment a la col·legiata de Rubiels de Terol. El 1796 és nomenat organista segon de la Catedral de València, per a cobrir les absències de l'organista primer, Rafael Anglés. El 1816 és nomenat organista primer i el 1830 mestre de capella, com a substitut de Francesc Andreví i Castellar.
Té obra vocal (principalment conservada a la Catedral de València) i sonates monotemàtiques. Té un estil romàntic italianitzant.